# 彭桓武
彭桓武（ほう こうぶ、1915年10月6日 - 2007年2月28日）は、中国の理論物理学者。中国科学院の院士であり、中国核兵器プロジェクトのリーダーである。

## 生涯
吉林省長春市出身。両親は湖北省麻城市生まれである。清華大学物理学科卒業後、大学院に進学した。1937年7月の日中戦争勃発後、雲南大学で教鞭をとった。1938年、留学プログラムに参加しスコットランドのエディンバラ大学へ行き、著名な物理学者であるマックス・ボルンとともに研究を行った。1940年と1945年にそれぞれ哲学と科学の博士号を取得した。
ボルンから推薦され、アイルランドのダブリン高等研究所で1941から43年にはポスドクスカラーとして、1945年から47年には助教授として働いた。その間にボルンの学生の1人Sheila Tinneyとともに結晶格子に関する重要な研究を行った。1941年8月から1943年7月までヴァルター・ハイトラー、 James Hamiltonとともに宇宙線を研究し、HHP理論を展開した。ボルンとともに1945年にエディンバラ王立協会のMakdougall Brisbane賞を受賞した。セシル・モレットは彭の指導の下1946年に人工中間子の生産に取り組んだ。1948年にアイルランド王立アカデミーの会員に選出されている。
1947年に中国に戻り、雲南大学、清華大学、北京大学、中国科学技術大学で教鞭をとった。中国の原子爆弾と水素爆弾の開発に携わり発展に導いた。中国科学院の現代物理学研究所と高エネルギー物理学研究所で副所長を務めた。1978年から1983年まで、中国科学院の理論物理学研究所の所長を務めた。
国家自然科学賞や国家科学技術奨励賞など中国で数多くの著名な賞を受賞している。中国の核物理学への貢献が認められ、小惑星番号48798の小惑星は彼の名前にちなんで命名された。